# Геез

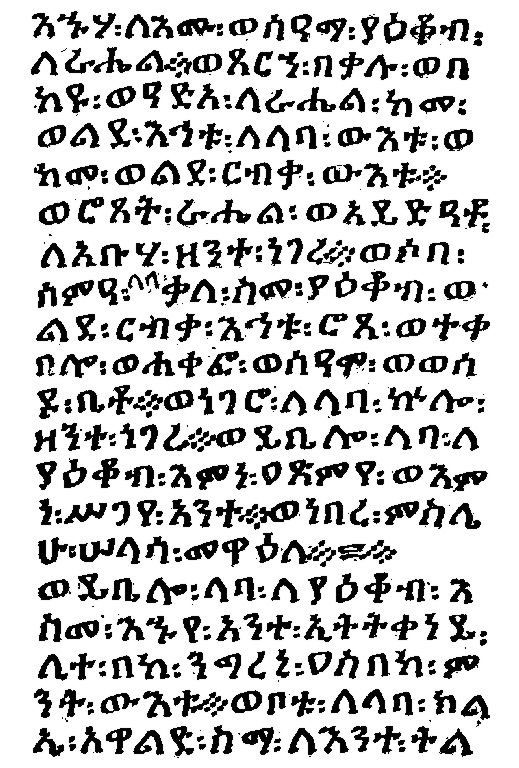
Уривок тексту з Книги Буття абеткою геез.

Геез або ґеез — вимерла (у XIII ст.) мова афразійської мовної макросім'ї, яка мала певне поширення на території НДРЕ, Еритреї та в Ізраїлі, а раніше в Аксумському царстві. Є літургійною мовою ефіопської православної церкви, ефіопської католицької церкви, та еритрейської православної церкви. Мова ґеез перейшла в мови тиґре та тиґринську.
Найдавніші письмові пам'ятки відносяться до III—IV ст.
В україномовних джерелах зустрічаються також варіанти написання геєз та ґеез.

## Будова

### Голосні
- a /æ/, < протосемітська *a; пізніше /e/
- u /uː/ < протосемітська *ū
- i /iː/ < протосемітська *ī
- ā /aː/, < протосемітська *ā; пізніше /a/
- e /eː/ < протосемітська *ay
- i /i/ < протосемітська *i, *u
- o /oː/ < протосемітська *aw

### Писемність
Використовувалося ефіопське письмо.

## Вивчення
Михайло Лучкай, відомий просвітитель Закарпаття, крім своїх головних праць з порівняльної граматики старослов'янської та української мов та «Історії Карпатської Руси», у 1815 склав у Відні невеликий словник двох основних ефіопських мов — амхарської та геез. У 1829 в Харківському університеті введено викладання мови геез, курс якої читав німецький вчений Б.-А. Дорн до 1836.